# Prugovo (Požarevac)
Prugovo (em cirílico:Пругово) é uma vila da Sérvia localizada no município de Požarevac, pertencente ao distrito de Braničevo, na região de Braničevo. A sua população era de 774 habitantes segundo o censo de 2002.

## Demografia
| 1948  | 1953  | 1961  | 1971  | 1981  | 1991  | 2002 |
| ----- | ----- | ----- | ----- | ----- | ----- | ---- |
| 1 083 | 1 098 | 1 203 | 1 130 | 1 117 | 1 049 | 774  |